# NGC 6098
NGC 6098 é uma galáxia elíptica (E) localizada na direcção da constelação de Hercules. Possui uma declinação de +19° 27' 42" e uma ascensão recta de 16 horas, 15 minutos e 34,0 segundos.
A galáxia NGC 6098 foi descoberta em 3 de Abril de 1887 por Lewis A. Swift.